# Myzus compositae
Myzus compositae är en insektsart. Myzus compositae ingår i släktet Myzus och familjen långrörsbladlöss. Inga underarter finns listade i Catalogue of Life.